# Francesco d'Este (1325)
Francesco d'Este (Ferrara, 1325 – Pavia, 1384) è stato un condottiero italiano.

## Biografia
Era figlio di Bertoldo d'Este (?-1343).
Fu creato cavaliere nel 1333 e dal cugino Obizzo III d'Este nominato governatore di Parma. Alla morte di questi, nel 1352, pensò ad una sua legittimazione nel governo di Ferrara, ma Obizzo nominò suo successore il figlio Aldobrandino. Tentò di impossessarsi dei territori ferraresi contando sull'aiuto dei Malatesta, dei Gonzaga e dei Carraresi ma fu sconfitto. Passò al servizio dei suoi parenti, i Visconti di Milano e per questi combatté contro diverse città, tra le quali Modena e Bologna (1359). Morì a Pavia nel 1384 e venne sepolto nella basilica di San Pietro in Ciel d'Oro.

## Discendenza
Francesco sposò in prime nozze Caterina Visconti, figlia di Luchino e in seconde nozze Taddea di Barbiano.
Ebbe quattro figli:
- Orsina;
- Azzo X d'Este (1344-1415), condottiero;
- Giacomo (?-1392);
- N.N.

## Ascendenza
|                   |   |                      | Genitori              |  |  | Nonni |  |  | Bisnonni         |  |  | Trisnonni      |  |
|                   |   |                      |                       |  |  |       |  |  | Obizzo II d'Este |  |  | Rinaldo d'Este |  |
|                   |   |                      |                       |  |  |       |  |  | Obizzo II d'Este |  |  | Rinaldo d'Este |  |
|                   |   | Adelaide da Romano   |                       |  |  |       |  |  | Obizzo II d'Este |  |  |                |  |
| Francesco d'Este  |   |                      |                       |  |  |       |  |  | Obizzo II d'Este |  |  |                |  |
|                   |   | Costanza della Scala | Alberto I della Scala |  |  |       |  |  |                  |  |  |                |  |
|                   |   | Costanza della Scala | Alberto I della Scala |  |  |       |  |  |                  |  |  |                |  |
|                   |   | Costanza della Scala | Verde di Salizzole    |  |  |       |  |  |                  |  |  |                |  |
| Bertoldo I d'Este |   | Costanza della Scala |                       |  |  |       |  |  |                  |  |  |                |  |
|                   |   | Bertoldo Orsini      | Gentile I Orsini      |  |  |       |  |  |                  |  |  |                |  |
|                   |   | Bertoldo Orsini      | Gentile I Orsini      |  |  |       |  |  |                  |  |  |                |  |
|                   |   | Bertoldo Orsini      | Costanza de Cardinale |  |  |       |  |  |                  |  |  |                |  |
| Orsina Orsini     |   | Bertoldo Orsini      |                       |  |  |       |  |  |                  |  |  |                |  |
|                   |   | Filippa              | …                     |  |  |       |  |  |                  |  |  |                |  |
|                   |   | Filippa              | …                     |  |  |       |  |  |                  |  |  |                |  |
|                   |   | Filippa              | …                     |  |  |       |  |  |                  |  |  |                |  |
| Francesco d'Este  |   | Filippa              |                       |  |  |       |  |  |                  |  |  |                |  |
|                   | … | …                    |                       |  |  |       |  |  |                  |  |  |                |  |
|                   | … | …                    |                       |  |  |       |  |  |                  |  |  |                |  |
|                   | … | …                    |                       |  |  |       |  |  |                  |  |  |                |  |
| …                 | … |                      |                       |  |  |       |  |  |                  |  |  |                |  |
|                   |   | …                    | …                     |  |  |       |  |  |                  |  |  |                |  |
|                   |   | …                    | …                     |  |  |       |  |  |                  |  |  |                |  |
|                   |   | …                    | …                     |  |  |       |  |  |                  |  |  |                |  |
| Domenica Pio      |   | …                    |                       |  |  |       |  |  |                  |  |  |                |  |
|                   |   | …                    | …                     |  |  |       |  |  |                  |  |  |                |  |
|                   |   | …                    | …                     |  |  |       |  |  |                  |  |  |                |  |
|                   |   | …                    | …                     |  |  |       |  |  |                  |  |  |                |  |
| …                 |   | …                    |                       |  |  |       |  |  |                  |  |  |                |  |
|                   |   | …                    | …                     |  |  |       |  |  |                  |  |  |                |  |
|                   |   | …                    | …                     |  |  |       |  |  |                  |  |  |                |  |
|                   |   | …                    | …                     |  |  |       |  |  |                  |  |  |                |  |
|                   |   | …                    |                       |  |  |       |  |  |                  |  |  |                |  |